# 马通和克莱芒西
马通和克莱芒西（法語：Matton-et-Clémency，法語發音：[matɔ̃ e klemɑ̃si]）是法国大東部大區阿登省的一个市镇，属于色当区。

## 地理
马通和克莱芒西（49°39'57"N, 5°12'15"E）面积18.32 平方千米，位于法国大東部大區阿登省，该省份为法国北部内陆省份，西接埃纳省，南至马恩省，东临默兹省，北与比利时接壤。
与马通和克莱芒西接壤的市镇（或旧市镇、城区）包括：卡里尼昂、莱德维尔、奥讷、皮尔。

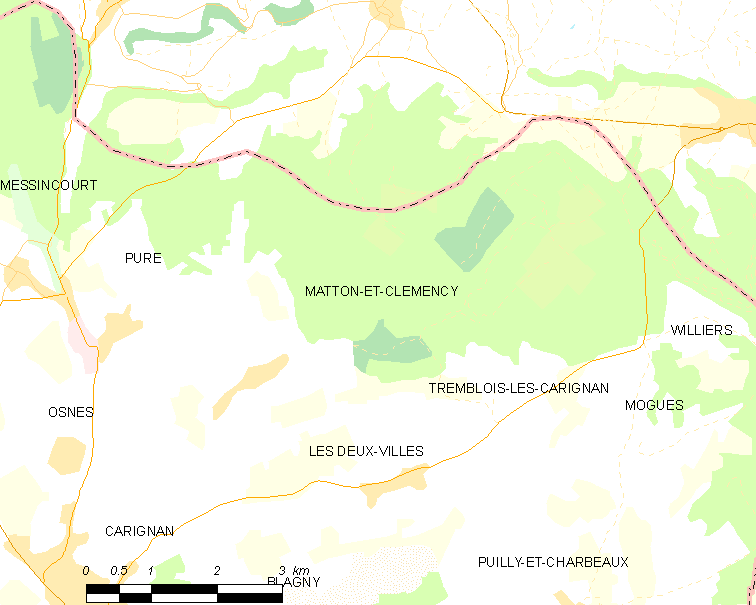
马通和克莱芒西的OSM定位图

马通和克莱芒西的时区为UTC+01:00、UTC+02:00（夏令时）。

## 行政
马通和克莱芒西的邮政编码为08110，INSEE市镇编码为08281。

## 政治
马通和克莱芒西所属的省级选区为卡里尼昂县。

## 人口

1962-2008年间马通和克莱芒西人口变化图示

马通和克莱芒西于2022年1月1日时的人口数量为439人。